# The Washington Post
Pour les articles homonymes, voir WAPO, The Washington Post (marche) et Post.
Ne doit pas être confondu avec The Washington Times.
The Washington Post est un quotidien de la capitale des États-Unis, Washington. Le centre de gravité était plutôt de centre gauche avant la mort de sa propriétaire Katharine Graham. Depuis, sous la direction de son fils, Donald E. Graham, le journal se rapproche du centre droit mais la ligne éditoriale reste centriste.
Le Washington Post s'est taillé une réputation d'indépendance et de recherche intransigeante de la vérité depuis la publication des rapports secrets du Pentagone sur la guerre du Viêt Nam en 1971 ou les révélations sur le scandale du Watergate (1972-1974).
Il s'est ainsi fait le soutien de la protection des sources d'information des journalistes.
Pour autant, cela ne doit pas occulter d'autres aspects moins reluisants du quotidien : édulcoration d'une enquête de Robert Parry sur le financement de la guérilla d'extrême droite au Nicaragua (1987), soutien appuyé au déclenchement de la guerre d'Irak (2003) ou encore tentative avortée de monnayer des « dîners politiques » avec ses journalistes et des personnalités influentes (2009).
Le Post est sorti de l'anonymat dans les années 1930 grâce à la ligne éditoriale — toujours suivie — et la politique commerciale agressive mises en place par son directeur Eugene Meyer, futur président de la Banque mondiale. Premier quotidien à paraître sept jours sur sept (en 1880) et à charger un médiateur de veiller à l'indépendance du journal (dès 1970), le Post a toujours su évoluer pour devenir l'un des journaux mondiaux les plus influents. En 1999, la couleur y fait son apparition.
À partir de 2013, il est la propriété du milliardaire Jeff Bezos, fondateur et président-directeur général d'Amazon.

## Histoire

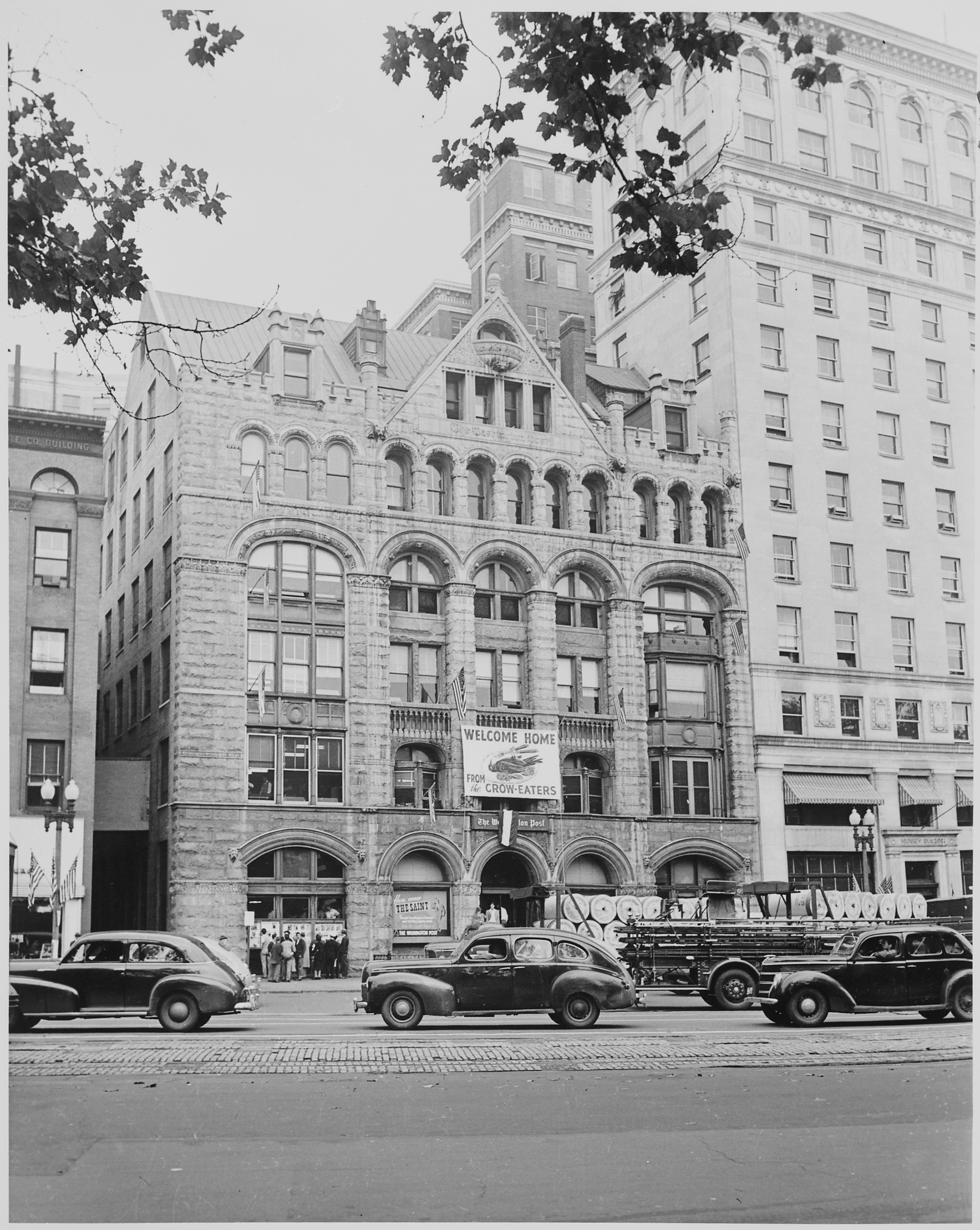
Premier siège du Washington Post, en 1948.

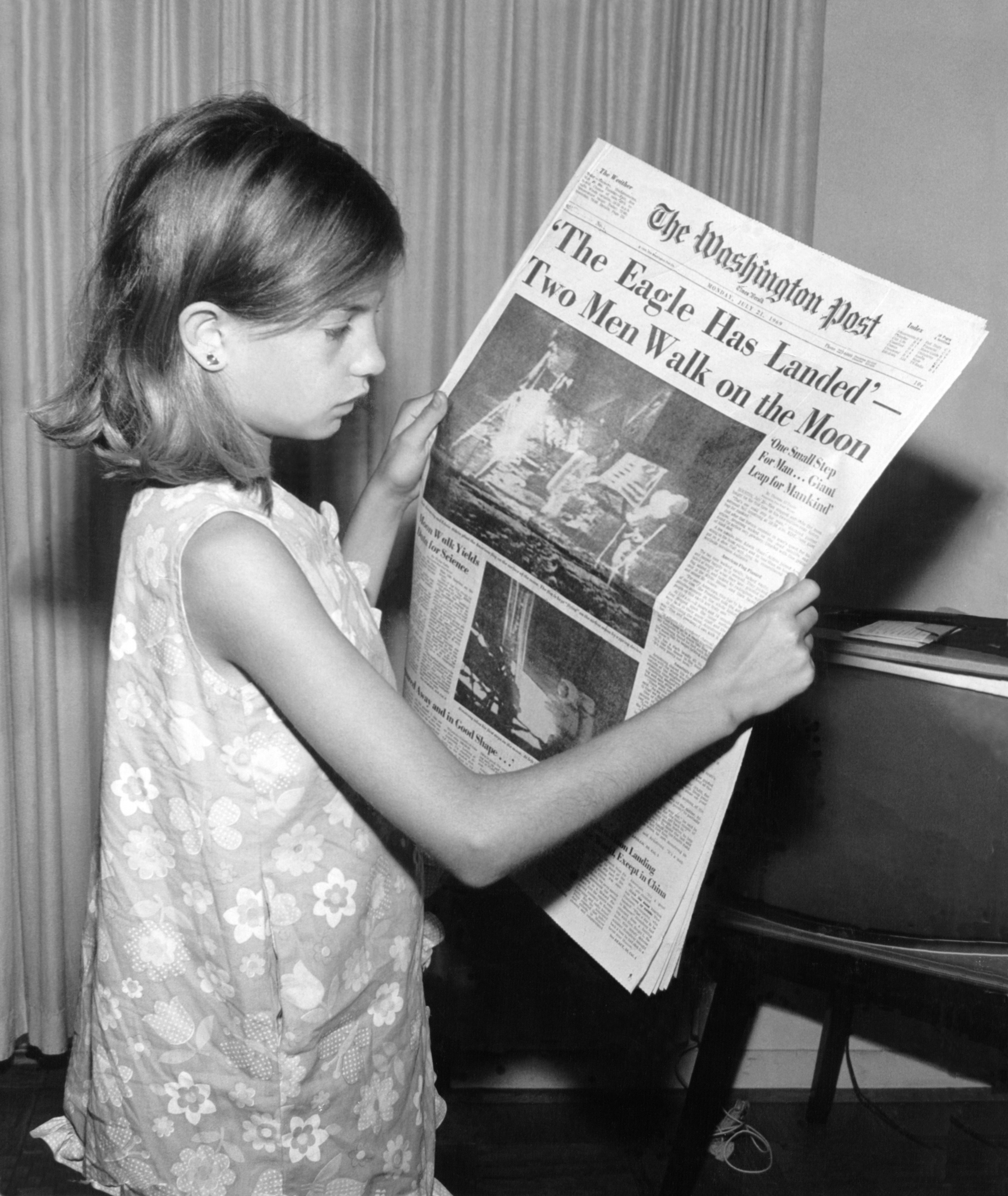
« Eagle a atterri » : édition du Washington Post parue le 21 juillet 1969, au lendemain des premiers pas sur la Lune des astronautes d’Apollo 11.

Le Washington Post est fondé en 1877 par Stilson Hutchins, journaliste favorable au Parti démocrate américain. Le premier numéro qui paraît le 6 décembre 1877 et les suivants comprennent quatre pages et coûtent trois cents. En 1889, Hutchins vend le quotidien à Frank Hatton et Beriah Wilkins, lesquels créent The Washington Post Company, aujourd’hui propriétaire de Newsweek, de chaînes de télévision, de réseaux câblés et, jusqu'en 2003, de la moitié du capital de l’International Herald Tribune, publié à Paris. John R. McLean, patron du Cincinnati Enquirer, rachète la publication en 1905 : il l’agrémente de dessins humoristiques en couleurs et lui donne une orientation « sensationnaliste », mettant l’accent sur les faits divers et les scandales. Son fils, Edward McLean, lui succède en 1916, mais la révélation du Teapot Dome, présenté comme un scandale alors qu’il n’en est rien, et portant sur la concession de champs de pétrole nationaux à des exploitants privés, le conduit devant les tribunaux et détruit la réputation de son journal, dont les ventes et les recettes publicitaires s’effondrent, causant ainsi sa faillite.
En 1933, un banquier d’affaires, Eugene Meyer, rachète le Post au cours d’une vente aux enchères. S’il n’a pas d’expérience de journaliste, il ne manque pas, en revanche, d’idées sur la façon de gérer un organe de presse. Sous sa direction en effet, le tirage triple en dix ans. En 1946, lorsque Meyer est nommé premier président de la Banque mondiale, il passe la main à Philip Graham, son gendre, avant de lui céder, ainsi qu’à sa fille, Katharine Meyer Graham, la propriété du journal, en 1948.
Philip Graham crée des bureaux à l’étranger. En 1954, il fait l’acquisition du Washington Times Herald et prend aussi une participation dans le capital du Los Angeles Times, afin de fonder une agence de presse destinée à vendre les mêmes articles à ces journaux. Par ailleurs, le groupe diversifie ses prises d’intérêts, notamment avec l’achat de stations de radio et de chaînes de télévision. En 1961, il acquiert Newsweek, et en 1967, le Post et le New York Times lancent conjointement l’International Herald Tribune.
Dans les années 1970 et 1980, le groupe vend ses dernières stations de radio et acquiert de nouvelles chaînes de télévision. Il investit dans la télévision câblée en achetant Legi-Slate, un service en ligne qui fournit des informations générales et juridiques. Il devient également propriétaire de Kaplan Educational Centers, une école qui assure, entre autres, un soutien scolaire et donne des conseils en matière de recherche d’emploi.

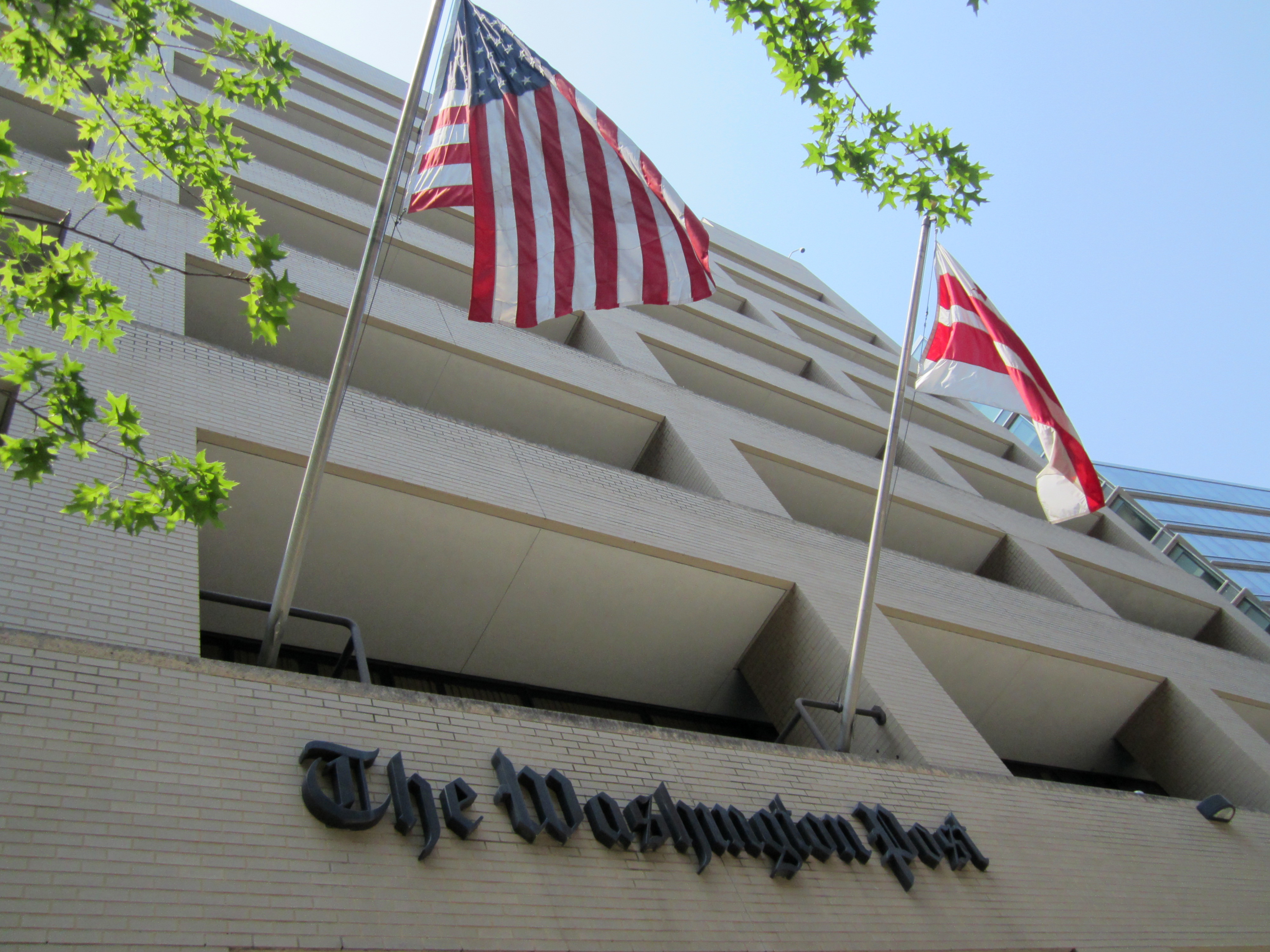
Siège du Washington Post jusqu'en 2013.

En 1993, le groupe crée Digital Ink Company, destinée à gérer le développement des services d’information électronique du Post, accessibles essentiellement sur Internet. Les 160 millions de pages vues mensuellement en témoignent, ce site d'information est l'un des plus complets dans son secteur. Mise en ligne du journal du jour, suivi de l'actualité, dossiers thématiques… Le site, créé en 1996, attire de nombreux internautes de l'étranger. Seules les archives de plus d'une semaine sont payantes.
Depuis 1999, le journal n'est plus imprimé à Washington, au siège du journal, mais dans la banlieue de la capitale fédérale.
En août 2013, Jeff Bezos, fondateur d'Amazon achète le Washington Post (alors propriété du groupe Graham Holdings) pour un montant de 250 millions de US dollars. En novembre de la même année, Graham Holdings vend le siège historique du journal, qui était resté sa propriété. Le bâtiment, situé sur la 15e Rue, près de la Maison-Blanche, est acheté par le groupe immobilier Carr Properties pour 159 millions de dollars ; celui-ci compte le détruire pour construire à la place un hôtel ou un immeuble mi-résidentiel, mi-commercial. Malgré son histoire, l'ancien siège du quotidien n'est en effet pas classé « site historique ». Les journalistes devraient commencer à quitter les lieux lorsqu'un nouveau site sera trouvé, à Washington. La diffusion est alors de 474 767 exemplaires en semaine et de 838 014 exemplaires le dimanche.
En août 2016, lors des Jeux olympiques d'été de 2016, le journal s'illustre en utilisant notamment le robot Heliograf pour couvrir l'événement et partager automatiquement les résultats de la compétition sur les réseaux sociaux.
Pour l'élection présidentielle américaine de 2016, le Washington Post appelle à voter pour Hillary Clinton.
En novembre 2016, revenant sur les erreurs d'analyse de leurs rédactions durant l'élection présidentielle américaine de 2016, le Washington Post et The New York Times font leur mea culpa, reconnaissant n'avoir pas été capables de prendre le pouls du pays.
En février 2017, le journal dévoile le slogan « Democracy Dies in Darkness » qui va figurer sur son site web.
Pour l'élection présidentielle américaine de 2020, le Washington Post appelle à voter pour Joe Biden.
Pour l'élection présidentielle américaine de 2024, le Washington Post n'apporte son soutien ni à Donald Trump ni à Kamala Harris. C'est la première fois depuis 1988 que le journal n'apporte son soutien à aucun candidat (s'il donne une consigne de vote, le Washington Post a toujours appelé à voter pour le candidat démocrate). Un article écrit par deux journalistes du quotidien affirme que les membres de la rédaction avaient rédigé un projet de soutien à Kamala Harris plutôt qu'à Donald Trump et que la décision de ne pas publier cet article avait été prise par le propriétaire du Washington Post Jeff Bezos. Néanmoins, l’éditeur du journal, Will Lewis, publie peu après une déclaration niant que Bezos ait joué un rôle dans l’annulation du projet de soutien. Par la suite, Jeff Bezos défend la décision du journal dans une tribune estimant que les consignes de vote émanant des médias « créent une perception de parti pris, de non-indépendance ».
En janvier 2025, Jeff Bezos interdit la publication d'un dessin de la caricaturiste Ann Telnaes, prix Pulitzer du dessin de presse, qui démissionne. Ce dessin représentait Jeff Bezos et d'autres milliardaires, agenouillés devant une statue de Donald Trump. Quatre cent membres de la rédaction envoient alors un courrier à Jeff Bezos pour indiquer leur inquiétude sur l'intégrité du journal.
En février 2025, Jeff Bezos écrit un note aux équipes du journal, par laquelle il indique que la rubrique Opinions sera limitée à « la défense des libertés individuelles et du libre marché » et que les opinions contraires ne seraient plus publiées. Cette note provoque la démission de David Shipley, responsable des pages Opinions, et le responsable des pages économiques Jeff Stein dénonce un « empiètement massif de Jeff Bezos dans la rubrique Opinions ».

## Investigation
Le début des années 1970 voit le quotidien dévoiler deux affaires considérées comme les plus emblématiques du journalisme d'investigation, notamment dans son illustration par les films d'Hollywood.
En 1971, sa rédaction publie des extraits des Pentagon Papers, qui dévoilent les mensonges dont le gouvernement américain s’est rendu responsable durant la guerre du Viêt Nam.
En 1972, deux journalistes du Post, Bob Woodward et Carl Bernstein, révèlent le scandale du Watergate. Ce scandale conduit le président Richard Nixon à la démission et entraîne la condamnation de plusieurs de ses collaborateurs. L’article qui a déclenché ce scandale vaudra l’attribution du prix Pulitzer au journal et la célébrité à ses auteurs.

## Critiques
Les journalistes Serge Halimi et Pierre Rimbert portent un regard critique sur l'attitude d'une partie de la presse américaine, qui se livrerait à une « surenchère » anti-iranienne, et relèvent la « dissymétrie du traitement médiatique occidental, selon que le pays qui enfreint le droit international est une (gentille) démocratie libérale ou un (méchant) pays autoritaire ».
Dans une analyse comparée de la couverture médiatique de la destruction par les Soviétiques du vol 007 Korean Air Lines et de la destruction par les Américains du vol 655 Iran Air, les journalistes relèvent que les qualificatifs les plus courants dans les articles du Washington Post sont, dans un cas, « brutal », « barbare », « délibéré », « criminel » et, dans l’autre, « par erreur », « tragique », « fatal », « compréhensible », « justifié ».
En 2020, le journal est aussi critiqué par certains journaux de la presse française pour avoir, à plusieurs reprises, moqué la politique française de manière jugée peu rigoureuse, notamment lorsqu’il s’étonnait que la France « rende les masques obligatoires mais interdise la burqa » (pendant la crise du coronavirus). L'essayiste Barbara Lefebvre pose la question : « Comment peut-on sincèrement comparer un masque à vertu sanitaire dans le cadre de la régulation d’une épidémie et « un masque» à vertu religieuse visant à dissimuler de façon quasi complète le corps et le visage de la femme ? ».
En janvier 2021, le magazine Reason accuse le Washington Post d'avoir effacé une mauvaise blague sur les détenus, embarrassante pour Kamala Harris, dans un article biographique de 2019. Selon Reason, à une époque où les publications anciennes sont de plus en plus perçues comme jouant pour une « équipe » politique ou pour l'autre, ce type de décision éditoriale ne fera rien pour corriger cette perception. Après la critique de Reason, le Washington Post a mis à jour son site Web pour restaurer la version originale.

### Suppléments publicitaires duChina Daily
À partir de 2011, le Washington Post a commencé à inclure des suppléments publicitaires  « China Watch » fournis par le China Daily, un journal de langue anglaise appartenant au Département de la publicité du Parti communiste chinois, dans les éditions imprimées et en ligne. Bien que l'en-tête de la section en ligne « China Watch » contienne le texte « Un supplément payé au Washington Post », James Fallows de The Atlantic considère que l'avis n'était pas assez clair pour la plupart des lecteurs. Distribués par le Washington Post et par plusieurs journaux à travers le monde, les suppléments publicitaires China Watch vont de quatre à huit pages et paraissent au moins une fois par mois. Selon un rapport publié en 2018 par The Guardian, « China Watch » utilise « une approche didactique de la propagande à l'ancienne ».
En 2020, un rapport de Freedom House, intitulé « le mégaphone mondial de Pékin », critiquait également le Washington Post et d'autres journaux pour avoir distribué « China Watch »,. La même année, trente-cinq membres républicains du Congrès américain avaient écrit une lettre au département de la Justice des États-Unis en février 2020 appelant à une enquête sur les violations potentielles du FARA par le China Daily. La lettre cite un article paru dans le Washington Post, « Education Flaws Linked to Hong Kong Unrest », comme exemple « d'articles [qui] servent de couverture aux atrocités de la Chine, y compris ... son soutien à la répression à Hong Kong ». Selon The Guardian, le Washington Post a arrêté de publier les suppléments « China Watch » en 2019.

## Une indépendance éditoriale qui prête à débat
Le rachat du journal par le milliardaire Jeff Bezos a suscité des inquiétudes jusqu'au sein de la rédaction du journal, d'autant que le journalisme d'investigation est historiquement son point fort. Le nouveau propriétaire a jugé bon de publier une lettre ouverte dans laquelle il affirme qu'il « ne dirigera pas le Washington Post au jour le jour ».
Dans un article paru dans le mensuel Extra!, de l'association Fairness and Accuracy in Reporting, en mars 2014, Keane Bhatt (en) dénonce un possible conflit d'intérêts entre Jeff Bezos, propriétaire d'Amazon, et la CIA, cette dernière ayant payé environ 600 millions dollars à Amazon pour des contrats demeurés secrets.
Le 25 octobre 2024, William Lewis, le directeur général du Washington Post, annonce que : « Le Washington Post ne fera pas de recommandation pour un candidat présidentiel lors de cette élection. Ni lors d’aucune future élection présidentielle. Nous revenons à nos racines en cessant de soutenir des candidats à la présidence. » Cela permettra au journal de retrouver une ligne non partisane perdue depuis l'élection de 1976 où presque sans exception le Washington Post à appeler à voter pour le candidat du Parti Démocrate.

## Slate.fr
Le groupe Washington Post détient 17 % du magazine en ligne Slate.

## Arts et littérature
- Pentagon Papers de Steven Spielberg, sorti en janvier 2017, considéré comme « un grand film sur la liberté de la presse »[36], raconte comment en 1971 l'administration de Richard Nixon a tenté d'obtenir en vain l'interdiction de la publication dans le Washington Post, après le New York Times[36], la publication une série d'enquêtes révélant les mensonges dont le gouvernement américain, via le contenu des Pentagon Papers, des documents classés «secret défense» utilisés par les gouvernements américains successifs pour tenter de donner une légitimé à la guerre du Vietnam[36]. Le rédacteur en chef du Washington Post, Ben Bradlee y est incarné par Tom Hanks qui parvient à convaincre sa directrice de la publication, Katharine Graham, jouée par Meryl Streep[36], de résister aux intimidations des politiques et des financiers du journal[36].
- Les Hommes du président, réalisé par Alan J. Pakula, sorti en 1976 sous la forme de l'adaptation cinématographique du livre éponyme signé par Bob Woodward et Carl Bernstein, les deux journalistes qui ont enquêté  pour le compte du Washington Post sur le scandale du Watergate de juin 1972, quand cinq personnes entrèrent par effraction dans le quartier général du Parti démocrate, situé dans l'immeuble du Watergate à Washington.